# Serbów
Serbów (deutsch Zerbow, früher Cerbow) ist ein Dorf in der Stadt-und-Land-Gemeinde Rzepin im Powiat Słubicki  der   polnischen Woiwodschaft Lebus  und hat  etwa 270 Einwohner.

## Geographie
Serbów liegt in der Neumark  an der Verbindungsstraße von Frankfurt (Oder) nach Ośno Lubuskie (Drossen). Der Ort befindet sich auf einer Höhe von etwa 75 Metern über dem Meeresspiegel.

## Geschichte
Nach dem Wiener Kongress im Jahr 1816 lag Zerbow im Kreis Sternberg und nach dessen Aufteilung von 1873 bis 1945 im Landkreis Weststernberg im Regierungsbezirk Frankfurt der Provinz Brandenburg. Im Jahr 1938 hatte der Ort 225 Einwohner.
Nach Ende des Zweiten Weltkriegs wurde das Dorf zusammen mit der Region im Frühjahr 1945 unter polnische Verwaltung gestellt. In der Folgezeit wurden die Bewohner aus ihrem Dorf vertrieben und durch Polen ersetzt.

### Einwohnerzahlen
- 1933: 226[2]
- 1939: 235[2]

## Persönlichkeiten
- Hartwig Erdmann von Eichendorff (1625–1683), Landeshauptmann, kaiserlicher und königlicher Rat in Oberschlesien
- Richard Sawade (1868–1947), deutscher Raubtierdompteur bei Tierpark Hagenbeck